# Богаткевич, Мечислав
 Мечи́слав Богатке́вич  (пол.  Mieczysław Bohatkiewic, 1 января 1904, Крикалы, Виленская губерния — 4 марта 1942, Глубокое, Генеральный округ Белоруссия) — блаженный Римско-Католической Церкви, священник, мученик. Входит в число 108 блаженных польских мучеников, беатифицированных Римским Папой Иоанном Павлом II во время его посещения Варшавы.

## Биография
Мечислав Богаткевич родился 1 января 1904 года в имении Крикалы около Дуниловичи (современная Витебская область). Его родителями были Станислав и Юзефа Зенкевичи. Дед Мечислава в свое время принимал участие в освободительном восстании 1863—1864 годов, а дядя Альфонс Зенкевич был священником Виленской архиепархии и деканом в Крынках. Семья Богаткевичей была большая. Кроме Мечислава было еще восемь детей. Один из них — Станислав, тоже стал священником (дожил до 2004 года). Все дети воспитывались в религиозно-патриотической атмосферы. Это оказало сильное влияние на формирование Мечислава Богаткевича как личности.
Мечислав поехал в Новогрудок, где поступил в Высшую духовную семинарию, которую открыл епископ Зигмунд Лозинский. Это была семинария Минской епархии. С образованием в 1925 г. Пинской епархии она была перенесена в Пинск, где Мечислав и закончил учёбу в 1931 году. После окончания семинарии он уехал в Варшавский университет, чтобы изучать педагогику.
23 августа 1933 года Мечислав Богаткевич был рукоположён в сан священника, после чего преподавал в начальной семинарии в Дрохичине и одновременно обучался в Варшавском университете. С 1936 по 1939 год был префектом в гимназии города Лунинец.
После начала Второй мировой войны гимназия была закрыта и Мечислав Богаткевич переехал к своему младшему брату священнику Станиславу Богаткевичу, который служил настоятелем.
В ноябре 1941 года, руководствуясь апостольским духом, ксендз Мечислав отправился в Дриссу, которая находилась на территории БССР и была под немецкой оккупацией. Там, где люди уже много лет были лишены священника и находились под давлением воинствующего атеизма, священник начал работу по восстановлению духовной жизни. Активная и энергичная работа не понравилась оккупантам. 16 января 1942 года был арестован Гестапо и заключён в браславском тюрьме. Усилия ксёндза Антония по освобождению кс Мечислава из тюрьмы не удалось. Вечером 2 марта 1942 года полиция задержала священника М. Богаткевича и его братьев в священстве ксендза С. Пыртка, а через день и ксендза В. Мацьковяка, в камеру смертников. В последние часы жизни священников отведывал ксендз Петр Барташевич, который успел исповедать их. На рассвете 4 марта 1942 года всех трех узников расстреляли в лесу Борок около Березвечье (ныне в черте города Глубокое).
16 января 1942 года был арестован Гестапо и заключён в тюрьму.

## Прославление
13 июня 1999 года Мечислав Богаткевич был беатифицирован Римским Папой Иоанном Павлом II вместе с другими польскими мучениками Второй мировой войны.
День памяти — 12 июня.

## Источник
- Zenobia Alejun, «Żyli na Ziemi Wileńskiej», Civitas Christiana Oddział w Kętrzynie, Kętrzyn, 2007.